# アレクサンドル・キリチェンコ
アレクサンドル・キリチェンコ（Aleksandre Kiritchenko、または、Aleksandr Kirichenko
、1967年8月13日 - ）は、現 ウクライナ（生誕当時はソビエト連邦）、キーウ出身の男子元自転車競技（トラックレース）選手。

## 来歴
1988年
- ソウルオリンピック
  -  1kmタイムトライアル(1kmTT) 優勝

1989年
- トラックレース世界選手権
  - アマ・1kmTT 3位

1990年
- トラックレース世界選手権
  -  アマ・1kmTT 優勝

その後、1992年バルセロナオリンピックでは独立国家共同体(EUN)、1996年アトランタオリンピックではロシアのそれぞれ代表として、いずれも1kmTTに出場したが、バルセロナでは12位、アトランタでは18位に終わった。